# Collix multifilata
Collix multifilata är en fjärilsart som beskrevs av W. Warren 1896. Collix multifilata ingår i släktet Collix och familjen mätare. Inga underarter finns listade i Catalogue of Life.